# Ільченко Олександр Пантелеймонович
Олекса́ндр Пантелеймо́нович І́льченко (* близько 1888 — ? після березня 1918) — член Центральної Ради.

## Життєпис
Працював телеграфістом, по тому учитель приходського училища в Приморській області. Піднаглядний з 1908 року — за революційну роботу в Уссурійському залізничному батальйоні, есер.
1917 року — головуючий Уманського комітету УПСР. Разом з іншими, зокрема — з Бугерею Іваном Федоровичем — членом Черкаської народньої управи, Кавуненком Петром Федоровичем, Компанійцем Михайлом Григоровичем, Кравцем Миколою Онуфрійовичем, Радчуком Михайлом Григоровичем — йшов у спільному списку від українських соціалістичних партій до Всеросійських установчих зборів.
Член Центральної Ради — обраний по окрузі № 1 Києва, та Української Ради селянських депутатів — в березні 1918 увійшов від Селянської спілки до складу Малої ради.

## Джерело
- Ільченко [Архівовано 31 травня 2013 у Wayback Machine.](рос.)
- Київське виборче Бюро Списку № 1 [Архівовано 7 березня 2016 у Wayback Machine.]

| українська персоналія | Це незавершена стаття про особу, що має стосунок до України. Ви можете допомогти проєкту, виправивши або дописавши її. |